# Henk Pelser
Hendrik Emile (Henk) Pelser (Bandung, 17 juli 1916 – crematie Amsterdam, 18 december 2007) was een Nederlandse internist, en verzetsstrijder in de Tweede Wereldoorlog. Hij was actief voor Het Parool en zette een ontsnappingsroute op naar Zwitserland.

## Levensloop

### Vroege jaren
Pelser woonde tot 1933 in Nederlands-Indië, waar zijn vader ambtenaar, elektrotechnisch ingenieur bij de telefoondienst, was. Nadat zijn vader door de recessie met vervroegd pensioen ging, in 1933, keerde men terug naar Nederland, naar Amsterdam. Pelser maakte daar de middelbare school af op de 'Derde vijfjarige HBS aan de Mauritskade 59' en ging medicijnen studeren aan de Gemeentelijke Universiteit in Amsterdam. Na de Kristallnacht in november 1938 reisde hij op verzoek van Joodse vrienden viermaal naar Duitsland om hun familieleden te bezoeken. Bij terugkeer naar Nederland smokkelde hij hun bezittingen het land uit (Joden mochten bij vertrek uit Duitsland namelijk maar heel weinig meenemen).

### Tweede Wereldoorlog
Tijdens de mobilisatieperiode werd hij ingedeeld bij de geneeskundige troepen. Tijdens de meidagen van 1940 was hij gelegerd in Amsterdam en Den Haag, maar kwam niet in actie. Tijdens de Duitse bezetting moest Pelser als student-assistent op het histologisch laboratorium van Professor Martinus Woerdeman van de Gemeentelijke Universiteit in oktober 1940 de Ariërverklaring te tekenen. Hij weigerde uit principe en werd vervolgens ontslagen. Later werd Pelser ook verwijderd van de universiteit nadat hij een open brief had ondertekend waarbij rector magnificus Bernard Brouwer ervan werd beschuldigd de "academische tradities van vrijheid en verdraagzaamheid te hebben verraden" door zijn oor te veel te laten hangen naar de Duitse bezetter. De 40 schrijvers werden in afzonderlijke gesprekken bij Brouwer voor de keus gesteld: herroepen of verwijderd worden.  
Pelser woonde sinds januari 1941 in het Nieuwe Suyckerhofje aan de Prinsengracht 385-395 (zevenentwintig kamers in de zes huisjes). Hij wilde actief worden in het verzet en kwam via Lex Althoff in contact met de journalist Frans Goedhart die sinds juli 1940 de Nieuwsbrieven van Pieter 't Hoen publiceerde, waarin hij ageerde tegen de nazi's. Hieruit ontstond in februari 1941 de illegale krant Het Parool. Pelser was aanvankelijk betrokken bij het stencilen en later bij contacten met de redacteuren, zetter, drukker en de verspreiding van beide publicaties.
Siet en Mau Frenkel, twee Joodse vrienden van Pelser, lukte het om in augustus 1942 naar het niet-bezette neutrale Zwitserland te ontsnappen, na opgeroepen te zijn om zich te melden voor werk in Polen, ondertekend/gestempeld door Ferdinand aus der Fünten. Pelser had hen een deel van de reis begeleid en zo ontstond het idee om een ontsnappingsroute naar Zwitserland op te zetten. Daarbij kreeg hij hulp van Mathieu Smedts, Dries Ekker, Dick van Stokkum, het Nederlandse, het Belgische, het Luxemburgse en het Franse Verzet. Het lukte om een route op te zetten waar langs een groot aantal mensen veilig Zwitserland bereikten en berichten tussen het Verzet en de Nederlandse regering in London overgebracht werden via Zwitserland. 
In november 1942 werd Smedts in Brussel gearresteerd na collaboratie tussen de V-Mann en NSB-er Jozef van Poppel, alias Rudolf Meesters, en de bezetters. Pelser kon ontsnappen bij die arrestatie, maar was wel in beeld bij de Sicherheitsdienst (SD), omdat hij met Van Poppel gesproken had over de microfilms van het Verzet, die naar Zwitserland gebracht zouden worden. Desondanks zette Pelser zijn werk voort. (Op 17 november 1943 werd Mathieu Smedts veroordeeld tot de doodstraf die omgezet werd in een Nacht und Nebel straf in de kampen Sonnenburg en Wolfenbüttel welke hij overleefde.)
Pelser en Ekker begeleidden begin januari 1943 een aantal vluchtelingen naar Zwitserland. Zij kwamen daar na splitsing in drie aparte groepen bijna allemaal veilig aan met behulp van het Franse verzet. Pelser en Ekker hadden een ontmoeting met de Nederlandse gezant in Zwitserland Johan Bosch van Rosenthal. Na een maand keerden Pelser en Ekker weer terug naar Nederland op weg geholpen door ds.Willem Visser 't Hooft.
Bij de rentree in zijn woning in het Nieuwe Suyckerhofje op 3 april 1943 werd Pelser gearresteerd door de bezetters. Een dag eerder waren Van Stokkum en Ekker al aangehouden. Bij zijn verhoor in de Euterpestraat waren de eerste vragen: Ben je bekend met Willem Arondéus en wat deed je in de nacht van 27 maart jongstleden? Kortom men zocht naar een mogelijke betrokkenheid bij de aanslag op het Amsterdams bevolkingsregister. Hij verzon een niet-bestaande vriend buiten Amsterdam, waar hij dat weekeinde zou zijn geweest. Pelser werd vastgezet in het Huis van Bewaring aan de Weteringschans, verder verhoord in de Euterpestraat door de Sicherheitsdienst en later 11 maanden geïnterneerd in het zogeheten Oranjehotel in Scheveningen in cel 704 op verdieping F, waarvan meerdere maanden in eenzame opsluiting. Ekker wist zijn verhoorders ervan te overtuigen dat hij vooral Joden had geholpen voor geldelijk gewin op advies van een celgenoot. Zijn ondervragers wisten niets van Pelsers verblijf in Zwitserland en zijn activiteiten voor Het Parool. Pelser werd in maart 1944 overgebracht naar de gevangenis Wolvenplein te Utrecht voor berechtiging door het Deutsche Obergericht  en werd veroordeeld tot een gevangenisstraf van tien maanden. Ekker tot 15 maanden. Een dag later werd Pelser vrijgelaten, maar op de stoep van de gevangenis werd hij opgewacht door twee Nederlandse marechaussees die hem meedeelden dat hij nu krijgsgevangene was.

## Krijgsgevangene
Via doorgangskamp Amersfoort kwam hij terecht in het krijgsgevangenenkamp Stalag IV-B in het Duitse Mühlberg, waar hij als medisch analist in het laboratorium te werk werd gesteld. In april 1945 werd het kamp door de Russen bevrijd en werd hij benoemd tot arts van de zieke Nederlanders. Van de vertrekkend arts Bob Potter kreeg hij zijn KNIL-uniform van Officier van Gezondheid.
Pelser was verloofd met de Joodse Sarah Oudkerk uit Amsterdam , die hij inmiddels twee jaar niet had gezien. Hij hoorde van het Verloren transport, trein met mensen uit het concentratiekamp Bergen-Belsen, dat op 22 april 1945 gestrand was op 20 kilometer afstand. Een groep ernstig zieken was namelijk door hoofdverpleegkundige Herman Hammelburg uit de trein opgehaald ter verpleging in het ziekenhuis van Stalag IV-B. Pelser vertrok per fiets naar Zeithain dichtbij zijn kamp. Hij vond daar in het sanatorium de Joodse Renata Laqueur, dochter van zijn Amsterdamse hoogleraar Farmacologie Ernst Laqueur die hij kende. Ze vertelde hem dat Saartje ook deel had uitgemaakt van de trein en zich in Tröbitz zou bevinden. Daar vond hij zijn verloofde, samen met haar oudere zus Klara aangetast door de besmettelijke vlektyfus en hun oom Jaap (internist) op 17 mei 1945. (Saartjes vader was omgekomen in Bergen-Belsen en haar moeder in Tröbitz.) Met behulp van een paard en wagen en een Russische koetsier bracht hij ze naar het bevrijde Stalag IV-B op 31 mei 1945, de verjaardag van Saartje. Met Russische ambulances werden alle zieke Nederlanders naar een Duits noodhospitaal in Leipzig gebracht op 12 juni. Met een Amerikaanse trein, die door Pelser gevorderd werd, vertrok deze groep Nederlanders naar Eindhoven waar men 18 juni 1945 aankwam en gecontroleerd werd. Gezien het gezonde niet-Joodse uiterlijk en zonder persoonsbewijs werd Sarah Oudkerk gearresteerd, omdat men niet geloofde dat ze uit Bergen-Belsen kwam. De oplossing kwam van de aanwezige uit Zwitserland teruggekeerde arts Mau Frenkel, die haar kende. Hij regelde een vrachtauto (drietonner) om de Amsterdammers naar huis te brengen.

### Naoorlogse jaren
Na de oorlog pakte Pelser zijn studie medicijnen weer op en promoveerde in 1954. Hij werkte bij het Wilhelmina Gasthuis als internist tot 1983 (toen het WG overging in het AMC), was als medisch adviseur verbonden aan zowel de Stichting 1940-1945, als aan de Centrale Raad van Beroep. Tevens was hij lid van de Werkgroep voor psychosomatisch onderzoek in Amsterdam. Van 1960 tot 1986 was hij lid van het Curatorium van de Stichting Het Parool.
Op 13 november 1995 ontving hij van het Israëlische Holocaustcentrum Yad Vashem de eretitel Rechtvaardige onder de Volkeren.

## Persoonlijk
Op 21 augustus 1945 trouwde Henk Pelser met Sarah Oudkerk; ze kregen twee kinderen.